# Antonina Chudiakowa
Antonina Fiodorowna Chudiakowa (ros. Антонина Фёдоровна Худякова, ur. 7 czerwca?/20 czerwca 1917 we wsi Nowa Słoboda w rejonie karaczewskim w obwodzie briańskim, zm. 17 grudnia 1998 w Aleksandrii) – radziecka lotniczka wojskowa, Bohater Związku Radzieckiego (1946).

## Życiorys
Urodziła się w rodzinie chłopskiej. Ukończyła technikum inżynieryjne w Bieżycy, a w 1940 szkołę lotniczą w Chersoniu, pracowała jako lotnik-instruktor w aeroklubie w Orle. 
Od października 1941 służyła w Armii Czerwonej, w 1942 ukończyła kursy doskonalenia kadry dowódczej i w maju 1942 została skierowana na front wojny z Niemcami, została zastępcą dowódcy eskadry w 46 gwardyjskim pułku nocnych bombowców 325 Nocnej Dywizji Lotnictwa Bombowego 4 Armii Powietrznej 2 Frontu Białoruskiego w stopniu starszego porucznika. Do końca wojny wykonała 926 lotów bojowych, bombardując wojska przeciwnika. Po wojnie została zwolniona do rezerwy, mieszkała w mieście Tiejkowo w obwodzie iwanowskim, a od 1961 w Aleksandrii w obwodzie kirowohradzkim. Otrzymała honorowe obywatelstwo Aleksandrii i Karaczewa.

## Odznaczenia
- Złota Gwiazda Bohatera Związku Radzieckiego (15 maja 1946)
- Order Lenina (15 maja 1946)
- Order Czerwonego Sztandaru (dwukrotnie, m.in. 19 października 1942)
- Order Wojny Ojczyźnianej I klasy (trzykrotnie – 25 października 1943, 22 maja 1945 i 11 marca 1985)

I medale.